# Jan Timman
Jan Timman (Amsterdam, 14 dicembre 1951) è uno scacchista olandese, Grande maestro.
È stato uno dei più forti giocatori occidentali del ventennio 1970-1990, raggiungendo nel 1982 la seconda posizione nella graduatoria mondiale dopo Anatolij Karpov. Ha vinto nove volte il campionato olandese ed è stato numerose volte candidato al titolo mondiale.
Si mise in luce come una sicura promessa a 15 anni nel Campionato del mondo juniores (under-20) di Gerusalemme, dove si classificò terzo. Nel 1971 ottenne il titolo di Maestro Internazionale e nel 1974 divenne all'età di 23 anni il terzo Grande maestro olandese, dopo Max Euwe e Jan Donner. Nel torneo di Hastings 1973/74 ottenne il primo importante successo internazionale, vincendo il torneo alla pari con Tal', Kuzmin e Szabó.

## Principali risultati
Timman vinse moltissimi tornei. Tra i principali Sombor 1974 (con Boris Gulko), Netanya 1975, Reykjavík 1976 (con Fridrich Olafsson), Amsterdam IBM 1978, Niksić 1978, Bled/Portorose 1979, Amsterdam IBM e Wijk aan Zee 1981, Las Palmas 1981, Mar del Plata 1982, Bugojno e Sarajevo 1984, Wijk aan Zee 1985, Linares 1988, Euwe Memorial e Coppa del Mondo 1989. Nel 1991 vinse un torneo di scacchi rapidi sconfiggendo nell'ordine Gata Kamskij 1,5 - 0,5, Karpov 2 - 0, Anand 1,5 - 0,5 e infine Kasparov 1,5 - 0,5. Si aggiudicò la ragguardevole somma di 75.000 dollari.
Partecipò per la squadra olandese a 13 Olimpiadi degli scacchi dal 1972 al 2004, 11 volte in prima scacchiera. Alle olimpiadi di Haifa 1976 vinse la medaglia d'oro per il miglior risultato in prima scacchiera.

## Candidato al titolo mondiale
Nel 1978 vinse il torneo zonale di Amsterdam, qualificandosi per l'Interzonale di Rio de Janeiro, ma non raggiunse la qualificazione per il torneo dei candidati. Nell'Interzonale di Las Palmas 1982 arrivò a metà classifica ma poi nel 1985 vinse l'Interzonale di Mende-Taxco in Messico, qualificandosi per il torneo dei candidati. Nel primo turno perse però col russo Artur Jusupov.
Nel ciclo successivo vinse l'Interzonale di Tilburg 1987 e poi sconfisse negli incontri dei candidati Valery Salov, Lajos Portisch e Jonathan Speelman, ma perse la finale con Anatolij Karpov nel 1990.
Nel 1993 raggiunse ancora una volta la finale dopo aver battuto Robert Hübner, Viktor Korčnoj e Artur Jusupov, ma perse il match decisivo con Nigel Short. Tuttavia, in seguito alla decisione di Short e Kasparov, che fondò la PCA (Professional Chess Association), di giocare il loro match al di fuori della FIDE, Timman fu ammesso a giocare un match con Karpov valido per il titolo mondiale FIDE. Il match si svolse in due fasi in settembre e ottobre 1993 prima in varie città olandesi e poi a Giacarta. L'incontro fu combattuto ma Karpov si impose per 12 ½ a 8 ½.

## Successi recenti
Nel 2004 Timman ha vinto un torneo a Reykjavík ed è arrivato secondo ad Amsterdam. Nel 2005 ha vinto a Göteborg il Campionato europeo a squadre con la squadra olandese, assieme a Loek van Wely, Ivan Sokolov, Sergei Tiviakov e Erik van den Doel. Nel 2006 ha vinto a Malmö in Svezia il torneo Siegeman ed è arrivato secondo nello Staunton Memorial a Londra.

## Pubblicazioni
Timman è uno dei principali editori della rivista specializzata olandese New In Chess e ha scritto molti libri di scacchi di successo. Tra questi The Art of Chess Analysis è considerato un classico della letteratura scacchistica. Altre sue opere sono Timman's Selected Games (1995), Fischer, World Champion (2002) e Curaçao 1962: The Battle of Minds that shook the Chess World (2007).